# Johanneskerk (Kruiningen)

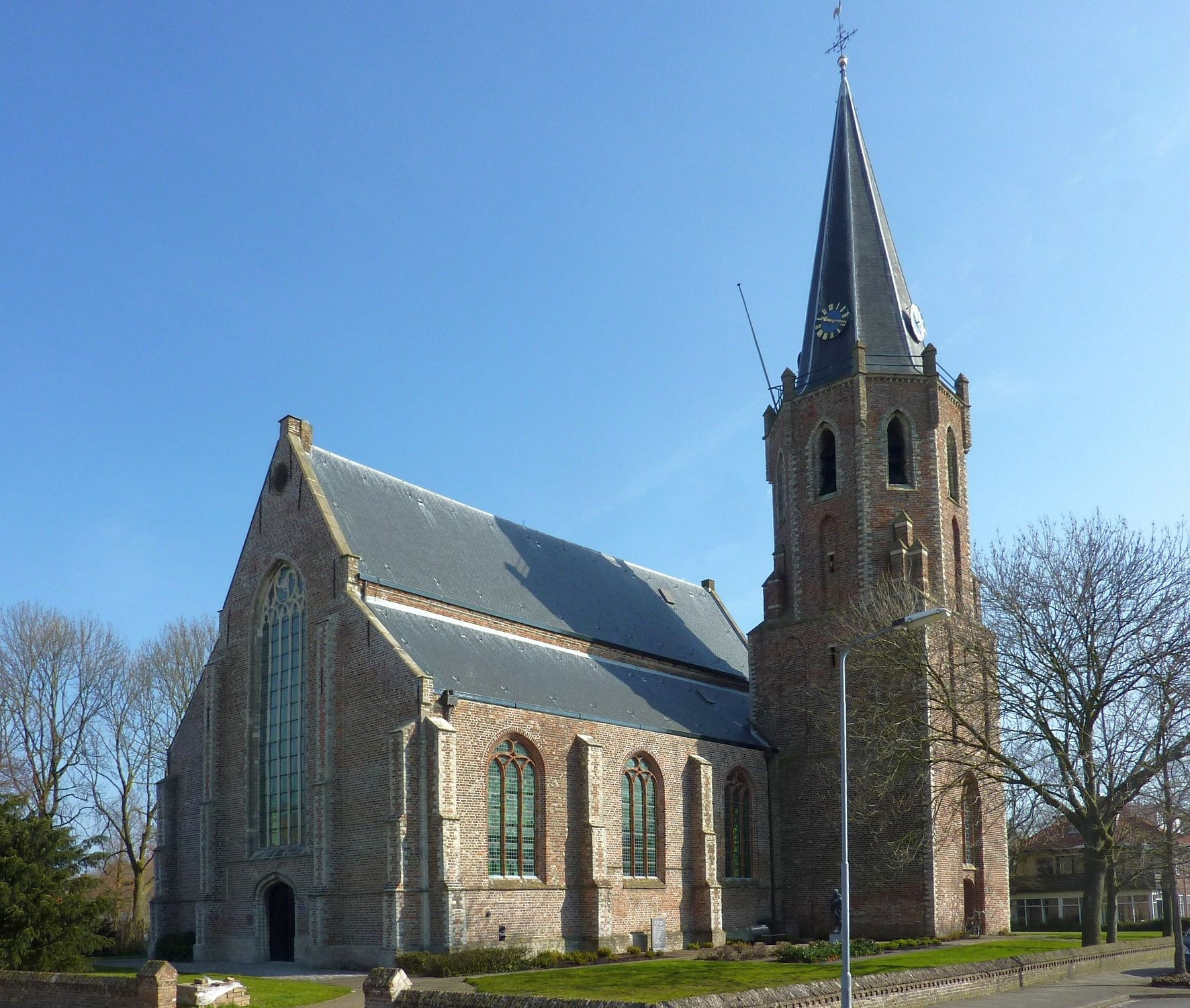
Die Johanneskerk

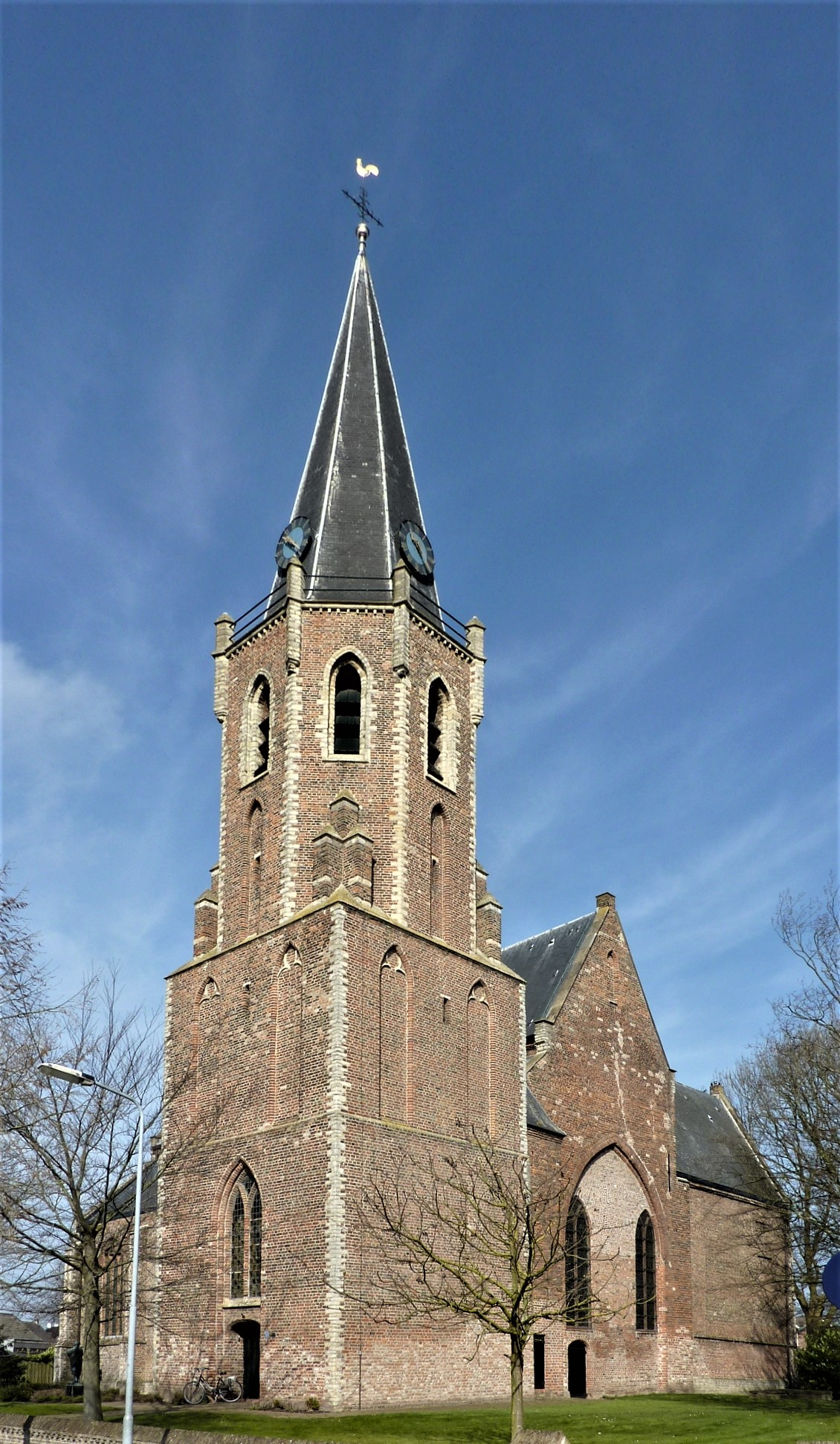
Blick zu Kirchturm und vermauertem Chorbogen

Die Johanneskerk ist ein Kirchengebäude reformierter Tradition  der Protestantischen Kirche in den Niederlanden in Kruiningen, einem Ortsteil der niederländischen Gemeinde Reimerswaal (Provinz Zeeland). Das Gotteshaus ist Rijksmonument unter den Nummern 32417 (Kirche) und 32418 (Turm).

## Geschichte
Bis zur Einführung der Reformation war die Kirche dem heiligen Johannes dem Täufer geweiht. Ungewöhnlich für die Region ist der achtkantige Turm aus dem 14. Jahrhundert, der zudem nicht dem Langhaus im Westen vorgesetzt ist, sondern sich südlich des Langhauses gegenüber dem späteren nördlichen Querhaus befindet. Das pseudobasilikale Kirchenschiff stammt aus der zweiten Hälfte des 15. Jahrhunderts. Ihm wurde zu Beginn des 16. Jahrhunderts das nördliche Querhaus angefügt. Der nach der Reformation im reformierten Gottesdienst nicht mehr benötigte Chorraum wurde niedergelegt und der Chorbogen vermauert.